# Onufry Kajetan Szembek
Onufry Kajetan Szembek  herbu własnego (ur. 15 maja 1743 w Sawie -  zm. 31 grudnia 1808 w Warszawie) – biskup płocki od 1797, biskup tytularny Ptolemais i biskup koadiutor płocki w 1796, senator Księstwa Warszawskiego w 1808, archidiakon  kapituły kolegiackiej św. Jana Chrzciciela w Warszawie w 1785 roku, kanonik warszawski w 1769 roku, kantor krakowskiej kapituły katedralnej od 1784 roku, kanonik krakowskiej kapituły katedralnej prebendy Rzerzawa w latach 1783–1784 i koadiutor opactwa trzemeszyńskiego.
Syn pułkownika Pawła Szembeka. W 1794 odznaczony Orderem Orła Białego i Orderem Świętego Stanisława, a w 1796 pruskim Orderem Orła Czerwonego.
Pochowany zgodnie z ostatnią wolą w Kościele Świętego Krzyża w Pułtusku.
Członek Konfederacji Targowickiej